# Insenbach
Der Insenbach ist ein über neun Kilometer langer Kraichgau-Bach im Landkreis Heilbronn und im Rhein-Neckar-Kreis in Baden-Württemberg, der nach ungefähr westlichem Lauf beim Sinsheimer Dorf Steinsfurt von rechts in die mittlere Elsenz mündet.

## Geographie

### Verlauf
Der Insenbach entsteht nahe dem Bad Rappenauer Dorf Grombach wenig vor dem Forststreifen Forlenwald, durch den die Gemarkungsgrenze des Stadtteils läuft, an der Elsenztalbahn. Der offizielle Oberlauf entspringt auf etwa 257 m ü. NHN und hält von Anfang bis fast zum Ende eine mit leichten Schwankungen westliche Laufrichtung ein. Auf seinem ersten Kilometer nähert er sich dem Ort und nimmt dabei einige ähnlich lange oder sogar längere rechte Hangzuflüsse auf, die teilweise Feldweggräben sind. Dann zieht er in schon merklicher Talmulde durch Grombach, das überwiegend am rechten Unterhang liegt. Unterhalb des Ortes nimmt er von links den fast parallelen Kehrbach auf, der unweit seines eigenen Ursprungs entsteht. Hier fließt er nun schon auf einem Talgrund, der bald zwischen Bauernwald links und Herrenwald rechts in ein größeres Waldgebiet eintritt und es als schmales, meist offenes Band durchzieht.
Kurz nach der Gemeindegrenze zur Stadt Sinsheim passiert er darin das Schloss Neuhaus, das in Einzellage rechts auf dem Sporn eines schmalen offenen Hügelrückens zwischen den beiden einzigen größeren Zuflüsse Dombach und Mühlbach steht. Nach zwei weiteren Trockentalzuläufen von rechts wird der Hang auf dieser Seite wieder waldfrei, bald fließt der Bach durch den Insengrund, der bis an den Ortsrand von Steinsfurt reicht. Wo er diesen fast erreicht hat, knickt er für nur noch kurze Strecke südwestwärts ab, unterquert nacheinander die B 39, die Elsenztalbahn und die mit ihr hier zusammenlaufende Bahnstrecke Eppingen–Steinsfurt aus dem oberen Elsenztal. Dann mündet der Insenbach zwischen der Anschlussstelle Sinsheim-Steinsfurt der A 6 und dem Dorf von rechts auf etwa 167 m ü. NHN gegenüber dem Sportplätzen in die mittlere Elsenz.
Der Insenbach hat eine Länge von 9,3 km, ein absolutes Gefälle von etwa 90 Höhenmetern und damit ein mittleres Sohlgefälle von fast 10 ‰. In seiner Talmulde läuft von Anfang bis Ende die Elsenztalbahn, am Oberlauf durch Grombach auch eine Kreisstraße. In seinem Waldabschnitt gibt es dann keinerlei öffentliche Straße im Tal mehr, selbst einen besser ausgebauter Feldweg gibt es darin erst wieder nach seinem einseitigen Waldaustritt vor dem und durch den Insengrund.

### Einzugsgebiet
Der Insenbach hat ein Einzugsgebiet von 21,3 km² Größe, das ungefähr die Kontur eines stumpfen gleichschenkligen Dreiecks hat. Der eine Schenkel an der Nordwestseite erstreckt sich von der Mündung vor dem Südrand von Steinsfurt bis etwa zur Straße von Hasselbach nach Adersbach (K 4283), der an der Nordostseite von dieser stumpfen Nordecke bis zur Schneise der K 2142 zwischen Forlen- und Ilmenwald östlich von Grombach.
Naturräumlich gesehen teilt sich das Einzugsgebiet auf in einem westlichen Teil ab der Waldgrenze unterhalb von Grombach und Ehrstädt, der zum Unterraum Neckarbischofsheimer Höhen des Kraichgaus gehört, und einen größeren, überwiegend offenen östlichen, der im Unterraum Leinbachgäu liegt.
Die nordwestliche Wasserscheide grenzt ans Einzugsgebiet des Goldbachs, der in Steinsfurt ebenfalls etwas unterhalb in die Elsenz mündet, unmittelbarer Konkurrent ist schon bald dessen linker Zulauf Wolfsgraben. Jenseits der nordöstlichen entwässert der Krebsbach die Landschaft, auf dem kürzeren ersten Abschnitt über seinen Zulauf Rosenbach, dann lange über den ihm ebenfalls von links zulaufenden Grundbach; der Krebsbach fließt über den Schwarzbach noch weiter abwärts ebenfalls in die Elsenz.
Von der Ostspitze des Einzugsgebietes zwischen Grombach und Babstadt hat es vom Forlenwald über den Ilmenwald ein kurzes Stück südöstlicher Wasserscheide; hinter ihr liegen die obersten Quellen im Flusssystem des Böllinger Bachs, der fast gegenläufig zum Insenbach zum mittleren Neckar führt, aus welchen dessen drei oberste Quellbäche Krebsbach (!), Rohrwiesenbach und Steinbach entstehen.
Die bis zur Mündung im Westen zurück nun am Südrand ziehende Wasserscheide trennt von den Einzugsgebieten erst des Berwanger Bachs, dann des Feldgrabens, der nach anfänglichem Muldenlauf als Binsenklinge in einem teilweise bewaldeten Kerbtal so wie auch der Berwanger Bach nun wieder zur Elsenz oberhalb der Mündung des Insenbachs läuft. Ganz zuletzt begleitet diesen noch die Nachbarbachmulde des kurzen Spitzgrabens südlich des Steinsfurter Galgenbergs, die von der A 6 für ihren Abstieg ins Elsenztal genutzt wird.
Der Insenbach erfährt nach dem Kehrbach keinen wesentlichen Zufluss mehr von der linken Seite, während von rechts noch zwei längere Bäche, zwei Trockentäler und ein kleinerer Zulauf zu ihm stoßen; er zieht deshalb unterhalb von Grombach sehr nahe an seiner linken Wasserscheide.
Der mit 301,1 m ü. NHN höchste Punkt im Einzugsgebiet liegt nahe an der, aber nicht auf der nordöstlichen Wasserscheide am Rande des Eichwalds auf einem eine Reihe von Hügelgräber tragenden Ost-West-Kamm zwischen dem Teileinzugsgebiet seines größten Zulaufes Mühlbach und dem des oberen Insenbaches selbst. Die Nordspitze des Einzugsgebietes zwischen Adersbach und Hasselbach ragt ebenfalls über 300 m ü. NHN auf. Das Geländeniveau erreicht an den zwei nördlichen Wasserscheiden mehrfach über 290 m ü. NHN und häufig über 280 m ü. NHN, an der südlichen bleibt es fast durchweg unter 280 m ü. NHN.
Der über ein Viertel der Gesamtfläche bedeckende Wald im Einzugsgebiet konzentriert sich am Mittellauf, wo er aus dem Waldtal des Insensbachs heraus bis über anderthalb Kilometer weit auf die rechten Hügel ausgreift. Kleinere Anteile säumen im Forlen- und Ilmenwald den Ostrand oder bilden im Inneren Waldinseln wie vor allem der erwähnte, fast 35 ha große Eichwald bei Ehrstädt.
Der größte Teil des Einzugsgebietes liegt auf dem Stadtgebiet von Sinsheim, der Bach tritt am Mittellauf in es ein und umfasst rechts desselben auch noch weite Flächen um Ehrstädt im Nordosten. Die übrigen Teile im Osten gehören fast ausschließlich zum Stadtgebiet von Bad Rappenau um Grombach. Nur ein recht schmaler und unbesiedelter Streifen südlich dieses Dorfes ist Teil der Gemeinde Kirchardt.

### Zuflüsse und Seen
Liste der Zuflüsse und  Seen von der Quelle zur Mündung. Gewässerlänge, Seefläche und Einzugsgebiet und Höhe nach den entsprechenden Layern auf der Onlinekarte der LUBW. Andere Quellen für die Angaben sind vermerkt.
Ursprung des Insenbachs auf etwa 257 m ü. NHN etwa anderthalb Kilometer östlich des Bad Rappenauer Dorfes Grombach neben der eben aus dem Forlenwald ausgetretenen Elsenztalbahn. Der Bach fließt ungefähr westsüdwestlich.
- Langengraben, von rechts und Nordosten auf etwa 223 m ü. NHN wenige hundert Meter nach dem Ursprung, 0,8 km und ca. 0,3 km².[LUBW 7] Entsteht auf etwa 287 m ü. NHN am Guckummerberg. Der Insenbach hat bis zu diesem ersten Zulauf eine Länge von ca. 0,3 km[LUBW 8] und ein Einzugsgebiet von ca. 0,6 km².[LUBW 7] Auf ganzer Länge Feldweggraben.
- (Bach aus dem Rittersgrund), von rechts und Norden auf etwas über 200 m ü. NHN, 0,8 km und ca. 0,5 km².[LUBW 7] Entsteht auf etwa 268 m ü. NHN neben der K 2043 Obergimpern–Grombach.
- (Graben vom Fröschberg), von rechts und Nordwesten auf wenig unter 200 m ü. NHN etwas vor Grombach, 0,9 km und ca. 0,4 km².[LUBW 7] Entsteht auf etwa 267 m ü. NHN zwischen den Anwesen von Lerchenberg. Auf ganzer Länge Feldweggraben.
- Kehrbach, von links und Westen auf etwa 232 m ü. NHN gegenüber den letzten isolierten Häusern von Grombach und am Beginn des Hangwaldes, 2,4 km und 1,6 km². Entsteht auf etwa 265 m ü. NHN am Westrand des Königsholzes.
- Passiert gleich darauf einen Teich, 0,1 ha. Ab hier fließt der Insenbach etwa westnordwestlich.
- Dombach, von rechts und Ostnordosten auf etwa 204 m ü. NHN an der Kreis- und Stadtgrenze etwas vor Schloss Neuhaus, 3,7 km und 2,8 km². Entsteht auf etwa 287 m ü. NHN zwischen den Gehöften Lerchenberg und dem Schmierhüttenwald im Norden. Anfangs Feldweggraben, zuletzt Waldklingenbach.
  - Grombachergraben, von rechts und Nordosten auf etwa 236 m ü. NHN am Waldeintritt, 0,9 km und ca. 0,5 km².[LUBW 7] Entsteht auf etwa 268 m ü. NHN am Domberg (288 m ü. NHN) südlich von Ehrstädt.
- Mühlbach, von rechts und Nordosten auf etwa 189 m ü. NHN etwas nach dem Schloss Neuhaus, 3,5 km auf dem Namenslauf und 4,6 km zusammen mit dem Hasseltergraben sowie 6,5 km². Entsteht im Namenslauf am Ostrand von Ehrstädt auf etwa 247 m ü. NHN aus dem Zusammenfluss seiner zwei Oberläufe.
  - Hasseltergraben, rechter und nordnordöstlicher Oberlauf zwischen Hasenberg (294 m ü. NHN) und Ehrstädt, 1,1 km und ca. 0,6 km².[LUBW 7] Entsteht auf etwa 278 m ü. NHN an einer Baumgfruppe unter dem Zeilrain.
  - Kleinflürlein, linker und östlicher Oberlauf, 0,6 km und ca. 1,2 km².[LUBW 7] Entsteht auf etwa 263 m ü. NHN am Nordrand des Eichwalds.
    - Harzofengraben, von rechts und Nordosten auf etwa 247 m ü. NHN an einem Pumpenhäuschen vor dem Ostrand von Ehrstädt, 1,1 km und ca. 0,6 km².[LUBW 7] Entsteht auf etwa 288 m ü. NHN zwischen Hasenberg und Vogelherd.

  - Seewiesengraben, von rechts auf etwa 241 m ü. NHN beim Sportgelände in Ehrstädt, 0,3 km und ca. 0,4 km².[LUBW 7] Entsteht auf etwa 248 m ü. NHN am nordwestlichen Dorfrand.
  - Hörnlegraben, rechter Nebenstrang-Oberlauf von Nordnordosten, 2,6 km und ca. 2,4 km².[LUBW 7] Entsteht auf etwa 288 m ü. NHN südwestlich von Hasselbach neben der K 4283. Mehrfach Weggraben.
    - Dachsgraben, von rechts und Norden auf etwa 240 m ü. NHN westnordwestlich von Ehrstädt, 0,9 km und ca. 0,4 km².[LUBW 7] Entsteht auf etwa 276 m ü. NHN am Gewann Dachsloch.
- (Trockentalzulauf Neuhäuser Klinge), von rechts und Norden auf etwa 186 m ü. NHN, ca. 1,6 km[LUBW 8] und ca. 0,8 km².[LUBW 7] Setzt auf etwa 260 m ü. NHN westlich des Eulenhofs ein. Waldklinge.
- (Trockentalzulauf Lampertsklinge), von rechts und Norden auf etwa 178 m ü. NHN am Ende des rechten Hangwaldes, ca. 1,8 km[LUBW 8] und ca. 1,2 km².[LUBW 7] Mulde beginnt auf etwa 260 m ü. NHN nördlich des Heubergs (278 m ü. NHN). Überwiegend bewaldet.
- Eichenlochgraben, von rechts und Norden auf etwa 171 m ü. NHN im weiten Insengrund, 0,9 km und 0,9 km². Entsteht auf etwa 225 m ü. NHN am Westrand des Waldgewanns Eichenloch.

Mündung des Insenbachs von rechts und zuallerletzt Nordosten auf etwa 167 m ü. NHN gegenüber dem Sportgelände im Süden von Steinsfurt in die mittlere Elsenz. Der Bach ist hier 9,3 km lang und hat ein Einzugsgebiet von 21,3 km².

## Hochwasserrückhaltebecken
Seit dem Jahre 2004 gibt es zwei Hochwasserrückhaltebecken ohne Dauereinstau im Lauf des Insenbachs. Das obere an der oberen Ortsgrenze von Grombach hat einen 3,5 m hohen Erddamm und kann bis zu 8.730 m³ zurückhalten, beim unteren wenig vor Steinsfurt und kurz vor dem Eintritt des Bachs ins Elsenztal ist der Erddamm 6,09 m hoch und kann bis zu 70.100 m³ stauen. Bei beiden fließt das rückgestaute Wasser ungesteuert ab.

### Ortschaften
am Lauf mit ihren Zugehörigkeiten. Nur die Namen tiefster Schachtelungsstufe bezeichnen Siedlungsanrainer.
- Landkreis Heilbronn
  - Stadt Bad Rappenau
    - Grombach (Dorf)
- Rhein-Neckar-Kreis
  - Stadt Sinsheim
    - Schloss Neuhaus (rechts auf dem Sporn zwischen zwei Zuflüssen)
    - Steinsfurt (Stadtteil und Dorf, rechts)

## Geologie
Im Einzugsgebiet stehen die kraichgautypischen Schichten des Oberen Muschelkalks und darüber des Unter- und Mittelkeupers an, denen sich die ebenso typischen Derivate des im Quartär äolisch hierher verbrachten Lösses auf weiten Hügelteilen überlagern.
An einem solchen Hügel entspringt der Bach ostnordöstlich von Grombach, durchläuft dann bis etwa zur Ortsgrenze eine Gipskeuper-Insel (Grabfeld-Formation) und wechselt danach in den Unterkeuper. Ab seinem Waldeintritt unterhalb von Grombach und bis zur Mündung hin fließt der Insenbach dann in einem Tal des Oberen Muschelkalks, der auch in den Untertälern der größeren beiden von rechts zulaufenden Bäche und den Trockentälern ansteht und neben dem Unterlauf sogar die Hügel bis zum Kamm hinauf aufbaut. An der Mündung fließt der Insenbach schon eine Weile in einem Auensedimentstreifen.
Im Einzugsgebiet gibt es einige alte Steinbrüche. Etwa einen Kilometer westlich von Grombach wurde in einem rechts über dem Insenbach im Hangwald liegenden der Hauptsandstein des Unterkeupers abgebaut, der hier in bis zu neun Meter hoher Flutfacies ansteht. Etwas bachabwärts gegenüber zieht sich der Bahnlinie ein Muschelkalkbruch entlang. Noch weiter abwärts wurde im Gewann Steig neben der B 39 in einer kleinen Grube gerade eben schon jenseits der Wasserscheide auf dem linken Hügelkamm Oberer Muschelkalk gebrochen. Der größte Steinbruch, auch er ein Bruch im Oberen Muschelkalk, lag auf dem Galgenberg bei Steinsfurt, dem linken Talsporn am Übergang des Insenbachs ins Elsenztal, er ist heute Naturschutzgebiet. Ein kleinerer am Hühnerberg bei der Ehrstädter Mühle am Zufluss Mühlbach schließt den Grenzbereich Oberer Muschelkalk/Unterkeuper auf.

## Schutzgebiete
Der Insenbach zieht auf seinem untersten Lauf ab dem Insengrund durch das Landschaftsschutzgebiet Unteres und Mittleres Elsenztal. Das Gebiet wurde mit der Nummer 2.26.042 am 17. September 1997 vom Landratsamt Rhein-Neckar-Kreis ausgewiesen und hat eine Größe von rund 4.863 Hektar. Auf seinem linken Mündungssporn liegt nahe bei Steinsfurt das Naturschutzgebiet Nr. 2075 Steinbruch Kirchardter Berg, wo sich in einem ehemaligen Muschelkalkbruch in ungestörter natürlicher Sukzession langsam wieder eine Bewaldung entwickelt. Das untere Einzugsgebiet ab der Westhälfte von Ehrstädt und ab dem Waldeintritt westlich von Grombach gehört zu einem großen zusammenhängenden Wasserschutzgebiet.

### LUBW
Amtliche Online-Gewässerkarte mit passendem Ausschnitt und den hier benutzten Layern: Lauf und Einzugsgebiet des Insenbachs

Allgemeiner Einstieg ohne Voreinstellungen und Layer: Daten- und Kartendienst der Landesanstalt für Umwelt Baden-Württemberg (LUBW) (Hinweise)
1. 1 2 3  Höhe nach dem Höhenlinienbild auf dem Hintergrundlayer Topographische Karte.
2. 1 2  Länge nach dem Layer Gewässernetz (AWGN).
3. 1 2  Einzugsgebiet aufsummiert aus den Teileinzugsgebieten nach dem Layer Basiseinzugsgebiet (AWGN).
4. ↑  Höhe nach schwarzer Beschriftung auf dem Hintergrundlayer Topographische Karte.
5. ↑  Seefläche nach dem Layer Stehende Gewässer.
6. ↑  Einzugsgebiet nach dem Layer Basiseinzugsgebiet (AWGN).
7. 1 2 3 4 5 6 7 8 9 10 11 12 13  Einzugsgebiet abgemessen auf dem Hintergrundlayer Topographische Karte.
8. 1 2 3  Länge abgemessen auf dem Hintergrundlayer Topographische Karte.
9. ↑  Daten zu den Rückhaltebecken jeweils nach dem Layer Stauanlage-.
10. ↑  Schutzgebiete nach den einschlägigen Layern, Natur teilweise nach dem Layer Biotop.

### Andere Belege
1. ↑  Josef Schmithüsen: Geographische Landesaufnahme: Die naturräumlichen Einheiten auf Blatt 161 Karlsruhe. Bundesanstalt für Landeskunde, Bad Godesberg 1952. → Online-Karte (PDF; 5,1 MB)
2. ↑  Geologie nach den Layern zu Geologische Karte 1:50.000 auf: Mapserver des Landesamtes für Geologie, Rohstoffe und Bergbau (LGRB) (Hinweise)
3. ↑  Näheres zu den Geotopen über das Geotopkataster auf: Mapserver des Landesamtes für Geologie, Rohstoffe und Bergbau (LGRB) (Hinweise).